# Товраджі (Новий Південний Уельс, Австралія)
Товраджі (англ. Towradgi) — це невеличке прибережне передмістя, яке розташоване на відстані 5 км від міста Вуллонгонг (англ. Wollongong). Знаходиться на узбережжі Тасманового моря в штаті Новий Південний Уельс,
Австралії. 
Назва Товраджі походить від аборигенного слова «англ. Kow-radgi», що означає «Оберігач священних каменів». На ранніх картах воно мало назву Товрогер (англ. Towroger).
Товраджі обслуговується однойменною залізничною станцією, відкритою в 1948 році. Через станцію Товраджі проїжджають двоповерхові електрички.
На півночі Товраджі межує з передмістям Корімал (англ. Corrimal), на заході — з Фернхіл (англ. Fernhill) і Тараваною (англ. Tarrawanna), а на південь — з Феррі Мідоу (англ. Fairy Meadow). На сході знаходиться Тихий океан. Товраджі поглинув більшість районів передмістя Реідтоун (англ. Reidtown) на південному заході.
У Товраджі є серфінг-клуб, а також клуб боулінгу та відпочинку, китайський ресторан, крокет-клуб, дві бензозаправки, перукарня, котеджне містечко для пенсіонерів, залізнична станція, багато відкритих парків і кам'яний басейн.
Однією з місцевих пам'яток Товраджі є невеличкий міст на вулиці Товраджі Роад (англ. Towradgi Road), який перетинає залізничну колію в районі станції Товраджі. Цей міст місцеві мешканці називають «горб» завдяки його крутому підйому. Деякі автомобілі відриваються від землі, коли проїзжають його на великій швидкості.

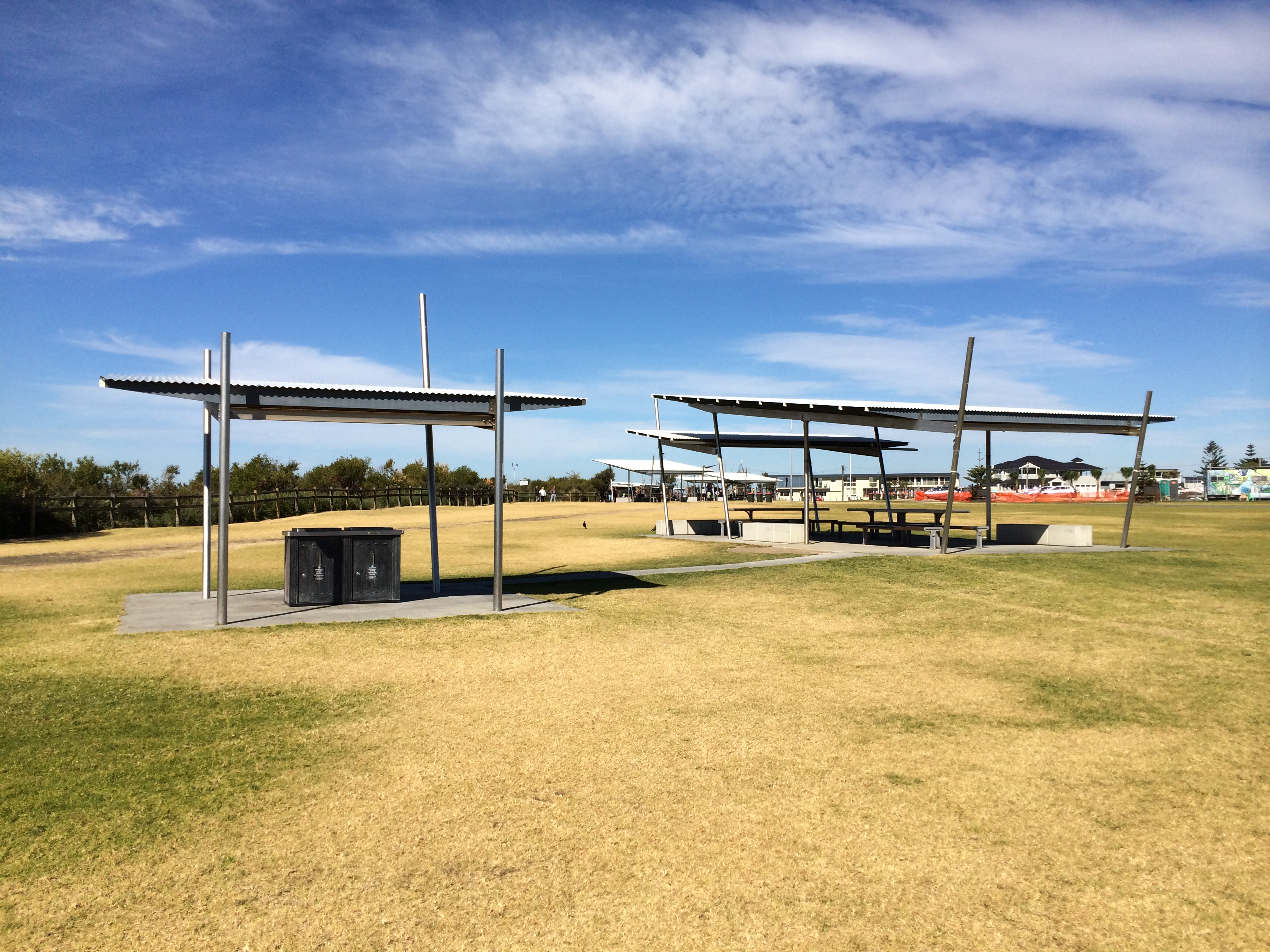
Товраджі Парк, місце для пікника

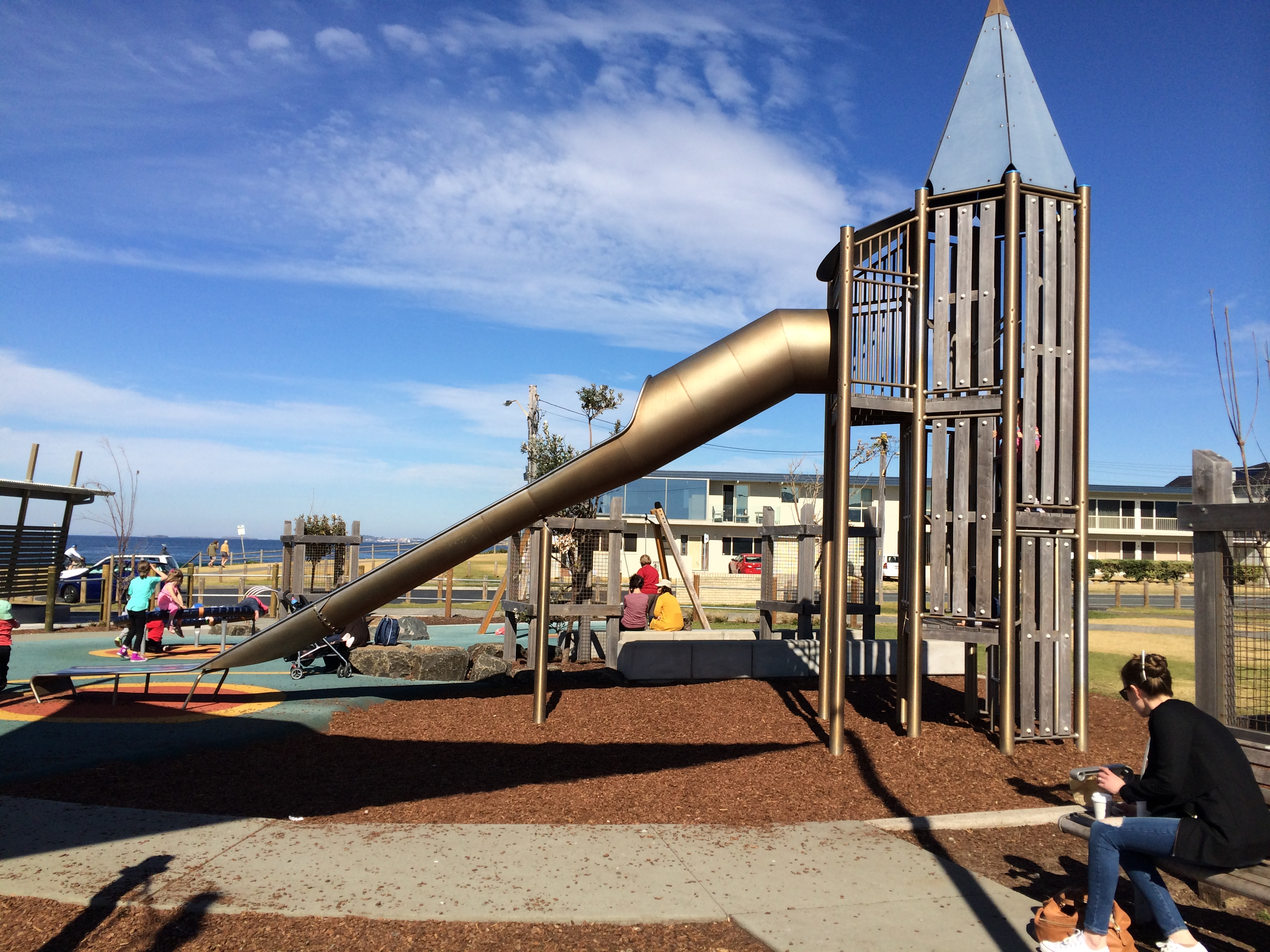
Товраджі Парк, дитячий майданчик

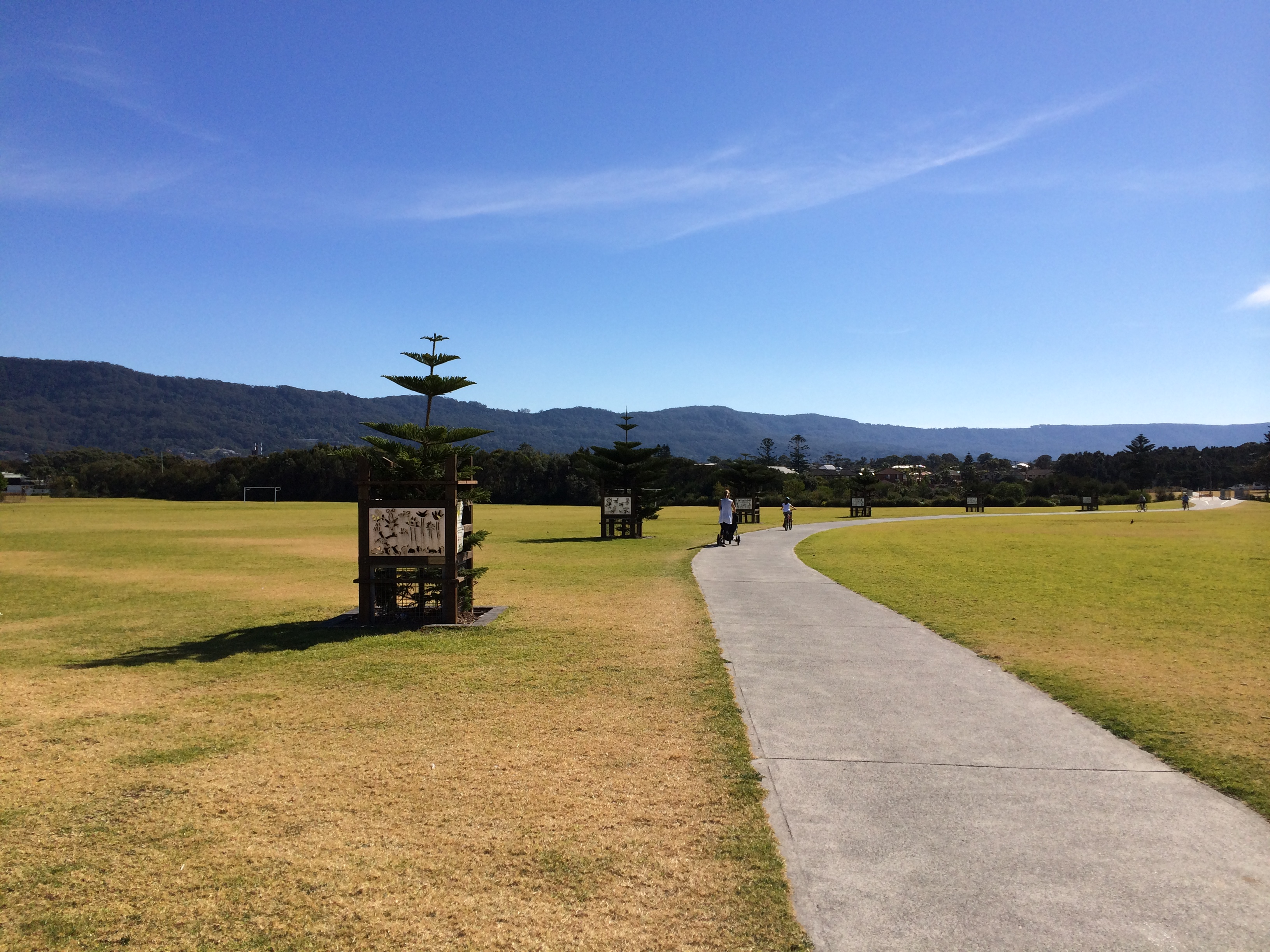
Частина велосипедної доріжки

На крайньому східному мисі Товраджі розташований кам'яний басейн. На північ від басейну протікає струмок Товраджі Крік (англ. Towradgi Creek), а з північної та південної сторін розташовані невеликі скелі, які мають назву Чорні Скелі. Недалеко від цього мису в 1880 році зазнав аварії корабель Королева Націй (англ. Queen of Nations) з вантажем спирту. Він затонув на північ від басейну. Під час відпливу можна побачити темнувату пляму, що залишилися від решток корабля. Меморіальна дошка на мисі розповідає історію цієї аварії. Капітан Семюел Баше (англ. Samuel Bache), перебуваючи в нетверезому стані, переплутав пожежу на вугільній шахті на горі Кіра (англ. Mount Keira) з мерехтінням Південного маяка Порт Джексон (англ. Port Jackson). Старпом також перебував у нетверезому стані і погрожував членам екіпажу. Таким чином 31 травня 1881 року кліпер затонув. Місце цієї події тепер захищено законом.
Багато людей приходять до мису, щоб помилуватися пейзажами Вуллонгонга та північним Корімалом, мисом Беламбі (англ. Bellambi), а також видами на парк Кнайт Хіл (англ. Knight Hill). У 2006 році був перебудований міст для пішоходів та велосипедистів через струмок. Він з'єднує велосипедну доріжку від Вуллонгонга до Сіроула (англ. Thirroul).
На мисі Товраджі є парк, зона відпочинку, дитячий майданчик, частина велосипедної доріжки від Вуллонгонга до Сіроула і місце для пікніка. Це популярне місце для плавання і серфінгу. На південь від мису є кафе Блу Мун Біч (англ. Blue Moon Beach).
На південь від мису на пляжі позначене місце висадки Джорджа Басса (англ. George Bass), Метью Фліндерса (англ. Matthew Flinders) та їх помічника Мартіна. Там встановлено дошку пошани на пам'ять подій 21 березня 1796 року, коли їх човен викинуло на берег. Потерпілі полагодили човен, та набравши води зі струмка, продовжили рух.
Ерозія в червні 2007 році пошкодила пляж та деякі входи на пляж, але більша частина рослинності витримали.

### Клімат
| Клімат : Товраджі     | Клімат : Товраджі | Клімат : Товраджі | Клімат : Товраджі | Клімат : Товраджі | Клімат : Товраджі | Клімат : Товраджі | Клімат : Товраджі | Клімат : Товраджі | Клімат : Товраджі | Клімат : Товраджі | Клімат : Товраджі | Клімат : Товраджі | Клімат : Товраджі |
| Показник              | Січ.              | Лют.              | Бер.              | Квіт.             | Трав.             | Черв.             | Лип.              | Серп.             | Вер.              | Жовт.             | Лист.             | Груд.             |                   |
| Середній максимум, °C | 24,9              | 24,8              | 24,0              | 22,1              | 19,8              | 17,7              | 16,9              | 18,0              | 20,1              | 21,7              | 22,3              | 24,0              |                   |
| Середній мінімум, °C  | 19,1              | 19,2              | 18,2              | 15,6              | 13,1              | 11,2              | 10,1              | 10,6              | 12,5              | 14,0              | 15,8              | 17,5              |                   |
| Норма опадів, мм      | 83.2              | 83.2              | 133.0             | 118.7             | 85.6              | 85.8              | 129.7             | 81.3              | 98.3              | 67.3              | 75.9              | 102.8             |                   |
| --------------------- | ----------------- | ----------------- | ----------------- | ----------------- | ----------------- | ----------------- | ----------------- | ----------------- | ----------------- | ----------------- | ----------------- | ----------------- | ----------------- |
| Джерело:              |                   |                   |                   |                   |                   |                   |                   |                   |                   |                   |                   |                   |                   |

| Кліматограма Товраджі | Кліматограма Товраджі | Кліматограма Товраджі | Кліматограма Товраджі | Кліматограма Товраджі | Кліматограма Товраджі | Кліматограма Товраджі | Кліматограма Товраджі | Кліматограма Товраджі | Кліматограма Товраджі | Кліматограма Товраджі | Кліматограма Товраджі |
| --- | --------------------- | --------------------- | --------------------- | --------------------- | --------------------- | --------------------- | --------------------- | --------------------- | --------------------- | --------------------- | --------------------- |
| С | Л                     | Б                     | К                     | Т                     | Ч                     | Л                     | С                     | В                     | Ж                     | Л                     | Г                     |
| 83 25 19 | 83 25 19              | 133 24 18             | 119 22 16             | 86 20 13              | 130 18 11             | 81 17 10              | 98 18 11              | 67 20 13              | 76 22 14              | 103 22 16             | 77 24 18              |
| Середня макс. і мін. температури повітря (°C) Атмосферні опади (мм), за рік : 1135,5 мм. Джерело: Австралійське метереологічне бюро |                       |                       |                       |                       |                       |                       |                       |                       |                       |                       |                       |